# موریس‌تاون (نیوجرسی)
موریس‌تاون (به انگلیسی: Morristown) شهری در ایالت نیوجرسی کشور ایالات متحده آمریکا است که جمعیت آن در سرشماری سال ۲۰۱۰ میلادی، ۱۸٬۴۱۱ نفر بوده‌است.